# Toni Bizaca
Toni Bizaca (Spalato, 3 dicembre 1982) è un allenatore di pallacanestro ed ex cestista croato.

## Palmarès

### Club
- Campionato svedese: 5

Sodertalje Kings: 2012-13, 2013-14, 2014-15, 2015-16, 2018-19

### Individuale
- MVP campionato svedese: 2

2012-13, 2013-14